# 長広真臣
長広 真臣（ながひろ まおみ、1931年10月2日 -  ）は、日本の経営者。山口県出身。

## 来歴・人物
1955年に京都大学法学部を卒業し、同年に宇部興産（現・UBE）入社。1975年6月に取締役に就任し、常務、専務を経て、1995年6月に社長に就任した。1999年6月に会長に就任し、2003年から相談役を務めた。